# Ісламістський заколот у Мозамбіку
Ісламістський заколот у Мозамбіку (порт. Insurreição islâmica em Moçambique) — заколот у мозамбікській провінції Кабу-Делгаду.
Розпочався 5 жовтня 2017 Аш-Шабабом, головна мета конфлікту переробити Мозамбік за правилами шаріату.
Станом на 2020 рік повстання посилилося, оскільки в першій половині 2020 року було здійснено майже стільки нападів, скільки за весь 2019 рік.

## Хронологія

### 2017
- 5 жовтня передсвітанковий рейд був спрямований на 3 поліцейські дільниці в місті Мосімбоа-да-Прайя. Її очолювали 30 озброєних членів, які вбили 17 людей, у тому числі двох поліцейських і лідера громади.

- 10 жовтня поліція затримала 52 підозрюваних у причетності до нападу 5 жовтня.
- 21 жовтня в рибальському селі Малуку, приблизно за 30 кілометрів від Мокімбоа-да-Прайя, відбулася досвітня перестрілка між угрупованням та урядовими військами. В результаті багато місцевих жителів покинули село.[16]
- 17 грудня було скоєно успішний замах на національного директора розвідки підрозділу швидкого реагування поліції.[17]
- 29 грудня незалежна мозамбіцька газета «O Pais» повідомила, що мозамбіцькі десантники і морські піхотинці атакували село Мітумбате з повітря і моря, вважаючи його опорним пунктом повстанців. В результаті атаки загинуло 50 осіб, в тому числі жінки і діти, і невідома кількість поранених.[18]

### 2018
- 3 січня поліція Мозамбіку оголосила, що напади 29 грудня були кваліфіковані як терористичні акти.[19]
- 22 квітня співробітники служби безпеки Мозамбіку заарештували 30 джихадистів.[20]
- 27 травня десять осіб, включаючи дітей, були обезголовлені в селі Монжане в районі Пальма провінції Кабу-Делгадоу. Місцеві жителі покладають відповідальність за насильство на терористичне угрупування «Аш-Шабааб», засноване у 2015 році (не пов'язане з сомалійським терористичним угрупуванням «Аш-Шабааб»). Через дванадцять днів посольство США в Мозамбіку попередило американських громадян залишити районну адміністрацію Пальми, посилаючись на ризик нового нападу.[21]
- 3 червня п'ятеро цивільних осіб були обезголовлені під час нападу на село Руєя в Маком'янському районі.[22]
- 11 червня терористи, озброєні мачете і вогнепальною зброєю, напали на село Чанга в районі Нангаде в північній мозамбікській провінції Кабо-Дельгадо, вбивши чотирьох людей. Нападники також спалили кілька будинків.[23]
- 3 листопада підозрювані бойовики «Ансар аль-Сунна» розграбували будинки і підпалили щонайменше 45 будинків в ізольованому селі в районі Макомія, про жертви в результаті інциденту не повідомлялося.[24][25]
- 7 грудня 30-річний Мустафа Суале Мачінга був схоплений місцевими жителями і переданий владі в селі Літітінгіна в районі Нангаде в мозамбікській провінції Кабо-Дельгадо. Мачінга, колишній військовослужбовець збройних сил Мозамбіку, був схоплений після того, як місцеві жителі звинуватили його в тому, що він очолював групу, відповідальну за інспіровані ісламістськими бойовиками напади в цій зоні.[26]

### 2019

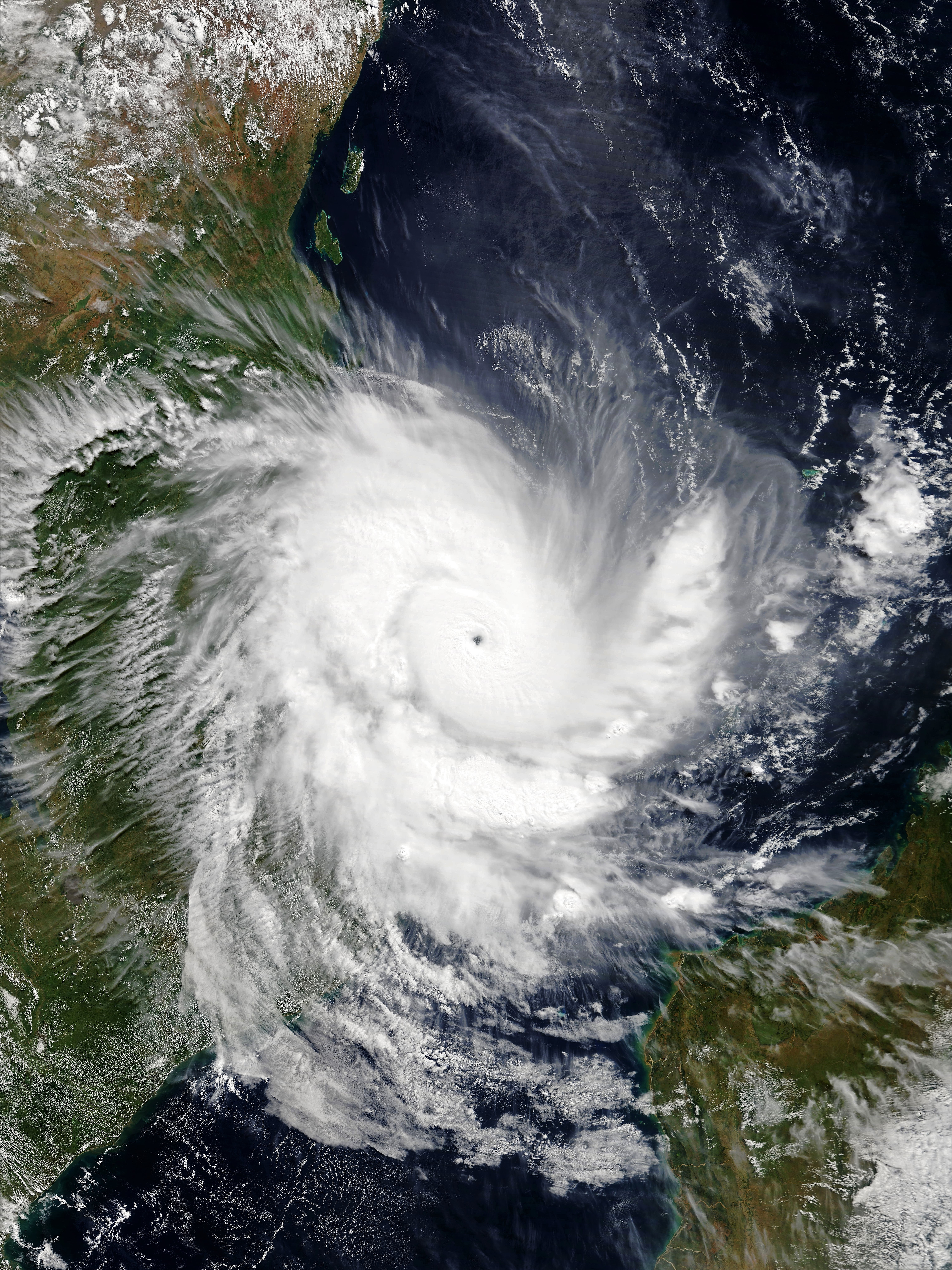
Циклон Кеннет

- Після того, як 25 квітня на Мозамбік обрушився циклон Кеннет, що спричинив значні руйнування, повстанці спочатку припинили свої напади. Однак 3 травня вони завдали нового удару, зруйнувавши село Накате в окрузі Макомія, вбивши шістьох мирних жителів. Протягом наступних тижнів ісламісти посилили свої напади, здійснивши набіги і спаливши кілька сіл, таких як Нтапуала і Банга-В'єха в окрузі Макоміа, а також Іда та Іфо в окрузі Мелуко. Вони також влаштовували засідки і наказували місцевим жителям залишати свої будинки. Щонайменше два напади були спрямовані проти працівників Anadarko Petroleum, компанії зі штаб-квартирою в США, яка займається розвідкою вуглеводнів.[27]
- 4 червня ІДІЛ заявив, що його філія «Провінція Центральної Африки» здійснила успішну атаку на мозамбіцьку армію в Мітопі в районі Мокімбоа-да-Прайя.[28] Під час нападу загинуло щонайменше 16 осіб і близько 12 отримали поранення. До цього моменту ІДІЛ вважала «Ансар аль-Сунна» одним зі своїх філіалів, хоча скільки ісламістських повстанців у Мозамбіку насправді лояльні до ІДІЛ, залишається незрозумілим.

### 2020
- 10 квітня: сили безпеки нібито вбили 59 повстанців під час зіткнення на островах Квірімбас.[29]
- 1 червня: Урядові війська відбили Макомію, знищивши двох лідерів джихадистів.
- 30 червня: урядові війська відвоювали Мосімбоа-да-Прая.[30]
- 11 серпня: Повстанці ISCAP знову взяли під контроль Мокімбоа-да-Прайя після кількаденного наступу, в результаті якого загинуло понад сто мозамбікських військових.[31][32][33]
- 26 вересня: Мозамбік стверджує, що контролює Мокімбоа-да-Прайя, незважаючи на те, що не має фізичної присутності в міст. Крім того, повідомляється, що туристичний острів Вамізі був відвойований мозамбікськими силами, і там розміщено 50 солдатів.[34]
- 4 грудня: Бойовики влаштували засідку на колону мозамбікських військ у селі Муйдумбе, вбивши 25 солдатів у запеклій перестрілці, після чого відступили до лісу.[35]
- 15 грудня: Урядові війська атакували Авасе, але були змушені відступити через повстанців.

### 2021

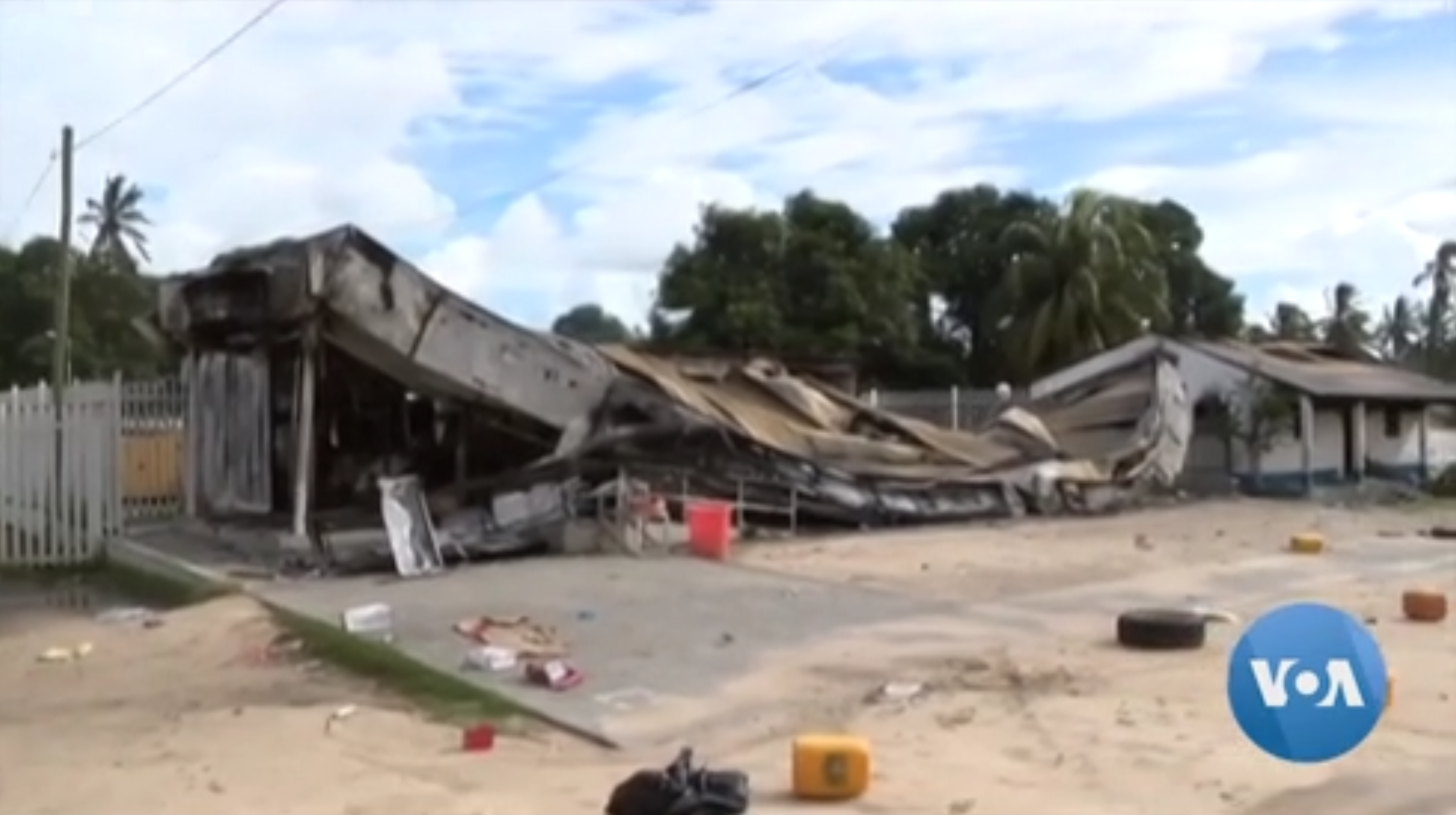
Одна з будівель, зруйнованих під час битви за Пальму

Додаткова інформація: Битва за Пальму

### 2022
- 2 січня: Троє мирних жителів загинули в результаті нападу бойовиків ІДІЛ на християнське село Нофа в Замбії в районі Макомія.[37]
- 26 січня: Повстанці напали на село Нова Замбезія, район Макомія, обезголовивши одного мирного жителя.[38]
- 7 вересня: Після нападу на Чіпене ті ж повстанці атакували сусідні населені пункти, вбивши щонайменше трьох християн.[39]

### 2023
- 8 серпня: бойовики ІДІЛ атакували мозамбіцький військовий табір, в результаті чого загинуло 7 мозамбіцьких солдатів. Бойовики захопили щонайменше 50 штурмових гвинтівок.[40]
- 15 вересня: Повстанці увійшли в село Накітенге, поблизу Мокімбоа-да-Прайя. Зібравши жителів села, вони відокремили і вбили 11 християн.[41]

### 2024
- 3 березня: бойовики ІД захопили острів Квірімбас та вбили щонайменше 2 співробітників служби безпеки. Багато місцевих жителів були переміщені та втекли до сусіднього міста Пемба.[42]
- 24 березня: Урядові війська повернули собі місто Кіссанга і сусідній острів Кірімба після того, як бойовики «Ісламської держави» залишили цю територію.[43]
- 30 травня: Урядові сили за підтримки руандійських військ знищили 13 бойовиків ІД в районі Мокімбоа-да-Прайя, що в провінції Кабо-Дельгадо.[44]